# Emilij Laszowski
Emilij pl. Laszowski Szeliga (prvotno Łaszowski), hrvaški zgodovinar, arhivist, kulturni in javni delavec poljskega porekla * 1. aprila 1868, Brlog Ozaljski, † 28. novembra 1949, Zagreb.
Skupaj z Velimirjem Deželićem starejšim je leta 1905 v Zagrebu ustanovil Družbo »Bratje Hrvaškega Zmaja« in bil njegov prvi veliki mojster (do 1935).

## Dela

### Objave arhivskega gradiva
- Povjesni spomenici plem. općine Turopolja nekoć »Zagrebačko polje« zvane, (I-IV), 1904 – 1908
- Monumenta Habsburgica, (I-III), 1914 – 1917
- Povijesni spomenici slobodnog i kraljevskog grada Zagreba, (XII-XVIII), 1929. – 1949
- Građa za gospodarsku povijest Hrvatske u XVI. i XVII. stoljeću: izbor isprava feuda Zrinskih i Frankopana, 1951

### Zgodovinska dela
- Hrvatske povijesne građevine (I), 1902
- Matica plemstva županije Požeške, Srijemske i Virovitičke 1745-1902, 1903
- Matija Vlačić Franković (Mathias Flacius Illyricus): glasoviti Hrvat-Istranin XVI. vijeka, 1909
- Povijest plem. općine Turopolja nekoć Zagrebačko polje zvane (sur. Velimir Deželić starejši, Janko Barle i Milan Šenoa), 1-3, 1910., 1911. i 1924.[5]
- Povijest Desinca-Prhoća nekoć hrvatske plemenske općine stare županije podgorske, 1914
- Iz prošlosti Vrbovca rodnog mjesta hrvatskoga bana Petra grofa Zrinskoga, 1921[6]
- Gorski kotar i Vinodol, 1923[7]
- Stari i novi Zagreb, 1925 (pretisk 1994)
- Grad Ozalj i njegova okolina, 1929
- Grof Ivan Zrinski sin sigetskoga junaka, 1934
- Grbovi Jugoslavije, (album) (skupaj z Rudolfom Horvatom).
- Stari lički gradovi, 1941
- Rudarstvo u Hrvatskoj, I–II., 1942 – 1944